# Lougé-sur-Maire
Lougé-sur-Maire é uma comuna francesa na região administrativa da Normandia, no departamento Orne. Estende-se por uma área de 13,62 km². Em 2010 a comuna tinha 316 habitantes (densidade: 23,2 hab./km²).